# 대한민국 제7대 대통령 선거 대중당 후보 선출
대중당의 제7대 대통령 후보 지명은 1971년 3월 4일 대중당 전당대회에서 당의 대표최고위원이었던 서민호 의원이 대통령 후보로 추대된 것을 말한다.

## 개요
대중당은 1971년 3월 4일 전당대회를 개최하고 서민호 대표를 대선 후보로 추대했다.
그러나 서민호 대표는 정권 교체를 위해서라도 야권 단일화가 절실하다며 후보 수락을 거부하고, 돌연 신민당에 입당하였다.

## 같이 보기
- 대한민국 제7대 대통령 선거